# Grande Prêmio do Brasil de 1978
Resultados do Grande Prêmio do Brasil de Fórmula 1 realizado em Jacarepagua em 29 de janeiro de 1978. Segunda etapa do campeonato, foi vencido pelo argentino Carlos Reutemann, da Ferrari.

## Resumo
Foi o primeiro Grande Prêmio do Brasil disputado no Autódromo de Jacarepaguá (anteriormente era disputado no Autódromo de Interlagos).

## Classificação da prova
| Pos. | Nº | Piloto             | Construtor         | Voltas | Tempo/Diferença      | Grid | Pontos |
| ---- | -- | ------------------ | ------------------ | ------ | -------------------- | ---- | ------ |
| 1    | 11 | Carlos Reutemann   | Ferrari            | 63     | 1:49:59.86           | 4    | 9      |
| 2    | 14 | Emerson Fittipaldi | Fittipaldi-Ford    | 63     | + 49.13              | 7    | 6      |
| 3    | 1  | Niki Lauda         | Brabham-Alfa Romeo | 63     | + 57.02              | 10   | 4      |
| 4    | 5  | Mario Andretti     | Lotus-Ford         | 63     | + 1:33.12            | 3    | 3      |
| 5    | 17 | Clay Regazzoni     | Shadow-Ford        | 62     | + 1 volta            | 15   | 2      |
| 6    | 3  | Didier Pironi      | Tyrrell-Ford       | 62     | + 1 volta            | 19   | 1      |
| 7    | 9  | Jochen Mass        | ATS-Ford           | 62     | + 1 volta            | 20   |        |
| 8    | 2  | John Watson        | Brabham-Alfa Romeo | 61     | + 2 voltas           | 21   |        |
| 9    | 26 | Jacques Laffite    | Ligier-Matra       | 61     | + 2 voltas           | 14   |        |
| 10   | 36 | Riccardo Patrese   | Arrows-Ford        | 59     | + 4 voltas           | 18   |        |
| 11   | 27 | Alan Jones         | Williams-Ford      | 58     | + 5 voltas           | 8    |        |
| Ret  | 25 | Hector Rebaque     | Lotus-Ford         | 40     | Problemas físicos    | 22   |        |
| Ret  | 12 | Gilles Villeneuve  | Ferrari            | 35     | Despiste             | 6    |        |
| Ret  | 8  | Patrick Tambay     | McLaren-Ford       | 34     | Despiste             | 5    |        |
| Ret  | 7  | James Hunt         | McLaren-Ford       | 25     | Despiste             | 2    |        |
| Ret  | 16 | Hans-Joachim Stuck | Shadow-Ford        | 25     | Bomba de combustível | 9    |        |
| Ret  | 20 | Jody Scheckter     | Wolf-Ford          | 16     | Acidente             | 12   |        |
| Ret  | 6  | Ronnie Peterson    | Lotus-Ford         | 15     | Colisão              | 1    |        |
| Ret  | 22 | Danny Ongais       | Ensign-Ford        | 13     | Freios               | 23   |        |
| Ret  | 30 | Brett Lunger       | McLaren-Ford       | 11     | Superaquecimento     | 13   |        |
| Ret  | 4  | Patrick Depailler  | Tyrrell-Ford       | 8      | Acidente             | 11   |        |
| Ret  | 18 | Rupert Keegan      | Surtees-Ford       | 5      | Acidente             | 24   |        |
| Ret  | 23 | Lamberto Leoni     | Ensign-Ford        | 0      | Transmissão          | 17   |        |
| DNS  | 10 | Jean-Pierre Jarier | ATS-Ford           |        | Não largou           | 16   |        |
| DNQ  | 37 | Arturo Merzario    | Merzario-Ford      |        |                      |      |        |
| DNQ  | 32 | Eddie Cheever      | Theodore-Ford      |        |                      |      |        |
| DNQ  | 19 | Vittorio Brambilla | Surtees-Ford       |        |                      |      |        |
| DNQ  | 24 | Divina Galica      | Hesketh-Ford       |        |                      |      |        |

## Tabela do campeonato após a corrida
| Pos. | Piloto             | Pontos |
| ---- | ------------------ | ------ |
| 1    | Mario Andretti     | 12     |
| 2    | Niki Lauda         | 10     |
| 3    | Carlos Reutemann   | 9      |
| 4    | Emerson Fittipaldi | 6      |
| 5    | Patrick Depailler  | 4      |

| Pos. | Construtor         | Pontos |
| ---- | ------------------ | ------ |
| 1    | Lotus-Ford         | 12     |
| 2    | Brabham-Alfa Romeo | 10     |
| 3    | Ferrari            | 9      |
| 4    | Fittipaldi-Ford    | 6      |
| 5    | Tyrrell-Ford       | 5      |

- Nota: Somente as primeiras cinco posições estão listadas. As dezesseis etapas de 1978 foram divididas em dois blocos de oito e neles cada piloto podia computar sete resultados válidos. Dentre os construtores era atribuída apenas a melhor pontuação de cada equipe (mesmo as particulares) por prova.